# Stroke
Stroke, även (förr vanligen) slaganfall, är ett sjukdomstillstånd där syrebrist i en del av hjärnan leder till celldöd i det drabbade området. Stroke innefattar hjärninfarkt (blodpropp i hjärnan) och hjärnblödning, vilka båda leder till skador i hjärnan. Vid en stroke kan det drabbade området av hjärnan inte fungera normalt. Det resulterar i neurologiska symptom såsom ensidig svaghet i ansikte, armar eller ben, bortfall i synen eller talsvårigheter.

## Typer

Stroke delas in i ischemisk (hjärninfarkt) och hemorragisk (hjärnblödning).
Hjärninfarkt: en blodpropp i en artär i hjärnan (1a) ger syrebrist i den del av hjärnan som försörjs av artären (2a).
Hjärnblödning: ett blodkärl i hjärnan som brustit (1b) ger en blödning i hjärnan (2b).

Stroke delas in i hjärninfarkt och hjärnblödning. Hjärninfarkt är den vanligaste typen av stroke och står för 85 procent av fallen och hjärnblödning för resterande 15 procent, varav 10 procentenheter är intracerebral blödning och 5 procentenheter subaraknoidalblödning. En hjärninfarkt orsakas av att en blodpropp blockerar blodflödet i en artär i hjärnan, vilket leder till celldöd i det område som artären normalt försörjer med blod. Hjärnblödning beror på att ett blodkärl i hjärnan har brustit vilket gör att blod ansamlas utanför blodkärlet och trycker på och skadar hjärncellerna.

### Hjärninfarkt
Orsaken vid hjärninfarkt (ischemisk stroke) är ett stopp i ett av hjärnans blodkärl med påföljande syrebrist och näringsbrist i den del av hjärnan som blodkärlet normalt försörjer med blod, som leder till celldöd av nervceller. Infarkten kan vara:
- Trombotisk – orsakas av en blodpropp som bildats på plats i det drabbade kärlet i hjärnan.[2][6]
- Embolisk – orsakas av att en blodpropp som bildats på ett annat ställe följer med blodet och fastnar i ett blodkärl i hjärnan.[2][6] En vanlig orsak till embolisk stroke är att blodproppen har bildats i hjärtat, ofta i sin tur orsakat av förmaksflimmer.[2][6] Blodproppen kan också ha lossnat från ett aterosklerotiskt plack i en artär i halsen.[2][6]

Särskilt hos yngre människor kan en embolisk hjärninfarkt orsakas av en dissektion (en spricka i kärlväggen) på något av halsens blodkärl. En dissektion kan uppstå efter trauma, eller efter nackmanipulation hos kiropraktor, men också spontant. Ofta ger dissektion smärtor på halsen.

### Hjärnblödning
Hjärnblödning (hemorragisk stroke) kan i sin tur delas in i intracerebral blödning (blödning inne i hjärnvävnaden) och subaraknoidalblödning (blödning mellan hjärnhinnorna).

#### Intracerebral blödning
Intracerebral blödning innebär blödning inne i hjärnvävnaden. Symptomen liknar de vid hjärninfarkt, men behandlingen skiljer sig. En hjärnblödning uppstår till följd av att en artär i hjärnan brister. Det orsakas ofta av förhöjt blodtryck. Vid en intracerebral blödning kan blodutgjutningen inne i hjärnvävnaden kan vara liten eller en större som koagulerar och trycker på kringliggande vävnad. Blodutgjutningen orsakar skada rent mekaniskt direkt på hjärnvävnaden. Blodet och blodplasman orsakar ytterligare skada genom att de medierar ett inflammationssvar och aktiverar koagulationskaskaden.

#### Subaraknoidalblödning
En subaraknoidalblödning är en blödning i subaraknoidalrummet utanför hjärnans yta och uppstår när en artär utanför mjuka hjärnhinnan men under spindelvävshinnan (araknoidalhinnan) spricker. Kärlet som spricker vid en subaraknoidalblödning är oftast ett artärbråck (aneurysm), som är en försvagad utvidgning av en artär. Artärbråck är vanligast där artärer förgrenar sig, och i hjärnan särskilt i de stora artärerna som bildar Willis ring. Symptomen är framför allt extremt svår plötsligt påkommande huvudvärk och medvetslöshet.

## Symptom
Symptomen varierar beroende på var i hjärnan skadan är lokaliserad. Det vanligaste symptomet vid stroke är plötslig svaghet, domning eller förlamning i ansiktet, armarna eller benen, oftast på en sida kroppen. Andra vanliga symptom är synstörningar på ena ögat eller båda ögonen, svårighet att tala och förstå tal, förvirring, yrsel och försämrad balans, kraftig huvudvärk utan känd orsak och neglekt.
Eftersom en stroke ofta kommer snabbt och utan förvarning, och eftersom det är av yttersta vikt att den drabbade snabbt kommer till sjukhus, har det så kallade Akut-testet lanserats i en riksomfattande kampanj från Sveriges landsting och regioner. Testet ska hjälpa lekmän att känna igen en stroke:
- A – Ansikte: kan personen le och visa tänderna utan att mungipan hänger?[6]
- K – Kroppsdel: kan personen lyfta båda armarna och hålla kvar dem i 10 sekunder?[6]
- U – Uttal: kan personen upprepa en enkel mening som "det är vackert väder idag" utan att sluddra?[6]
- T – Tid: anger att ju fortare personen får behandling desto mindre blir skadorna.[6]

## Diagnostik
Diagnosen stroke kan ofta ställas utifrån klinisk undersökning. För att kunna skilja mellan blödning och hjärninfarkt görs en datortomografi av hjärnan. Med hjälp av kontraströntgen och ultraljud av halsens blodkärl och hjärtat kan man leta efter källor till blodpropp vid embolisk stroke. Efter en stroke läggs man in på sjukhus för observation, kontroll av blodtryck, blodprover och start av rehabilitering.

## Behandling
En hjärninfarkt kan begränsas genom att man i akutskedet ger behandling så att blodproppen försvinner. En sådan behandling är trombolys. Detta innebär att ett blodproppslösande läkemedel ges intravenöst och följer med blodströmmen till hjärnan så att blodproppen löses upp. Behandlingen innebär en risk för blödning och kan därför bara ges om man kommer till sjukhus inom några timmar efter insjuknandet; flera andra villkor måste också vara uppfyllda. En annan behandling är trombektomi som innebär att en kateter (tunn slang) förs in i blodbanan via ett blodkärl och mekaniskt tar bort blodproppen. 
Vid subaraknoidalblödning behövs omedelbar transport för neurokirurgisk klinik för att behandla komplikationer och förhindra en ny blödning. Vid intracerebral blödning krävs sällan operation, men man måste sätta ut alla läkemedel som förvärrar blödning och hållas under noggrann observation för att upptäcka en försämring. Snabb och korrekt diagnos är därför helt avgörande för att inte förvärra det inträffade.
Fortsatt behandling går ut på att förebygga en ny stroke. Vid alla typer av stroke är det viktigt med kontroll av blodtrycket, oftast behövs blodtryckssänkande läkemedel. Vid en infarkt brukar man dessutom få behandling med blodfettssänkande och blodförtunnande läkemedel. Behandlingen skiljer sig något mellan trombotiska och emboliska infarkter. Ett specialfall är en embolisk infarkt orsakad av en förträngning i halsens blodkärl; den kan behandlas med en operation där man tar bort förträngningen.

## Riskfaktorer
De dominerande riskfaktorerna för att drabbas av stroke är hypertoni (högt blodtryck), rökning, fysisk inaktivitet, ohälsosam kost, hög ålder, diabetes, hyperkolesterolemi (höga blodfetter) samt övervikt och fetma. Andra viktiga riskfaktorer är tidigare genomgången stroke eller transitorisk ischemisk attack (TIA), förekomst av stroke i släkten, manligt kön, stress och depression, förmaksflimmer, alkoholkonsumtion, och användning av p-piller.

### Exponering i arbetsmiljön
I ett systematiskt översiktsarbete från 2017 påvisade SBU samband mellan exponering i arbetsmiljön för bly, koldisulfid och fenoxisyror innehållande TCDD samt arbete med elektrolytisk aluminiumframställning med fall av stroke.

## Epidemiologi
I Sverige drabbas omkring 25 000–30 000 människor av stroke varje år. Ungefär 6 500 personer dog med sjukdomen som dödsorsak under 2017. Under 2000-talet har incidensen och mortaliteten sjunkit; mellan år 2002 och 2017 med 40 procent vardera. Stroke drabbar oftare män än kvinnor: ungefär 40 procent fler män drabbas. Av dem som drabbades av stroke år 2017 avled 14 procent samma dag, 25 procent inom 28 dagar, och 36 procent inom ett år oavsett dödsorsak.
Sjukdomen är en av de främsta orsakerna till svåra och långvariga funktionshinder hos vuxna. Trots att mortaliteten och den åldersstandardiserade sjukdomsbördan har sjunkit mellan åren 1990 och 2016 sett till hela världen, har sjukdomsbördan mätt i funktionsjusterade levnadsår ökat i absoluta tal till följd av en växande och åldrande befolkning. Den stora sjukdomsbördan av stroke världen över tyder på att prevention av sjukdomen inte implementerats i tillräckligt stor omfattning eller inte varit tillräckligt effektiv. Omkring 100 000 personer i Sverige lever med komplikationer efter stroke.

## Komplikationer
Ganska många förbättras i perioden efter stroken. Förbättringen kommer att ske under flera år. Att vårdas på så kallad strokeenhet och att få professionell rehabilitering gör att man förbättras mera.
Förr fokuserades enbart på dessa fysiska symptom, kanske på grund av att fler av oss var kroppsarbetare då, kanske på grund av att systematisk forskning på följderna av stroke inte gjordes förrän relativt sent. Idag vet vi att flera av de som drabbats förutom fysiska funktionsnedsättningar också har en betydande risk för att utveckla kognitiva funktionsnedsättningar och psykiatriska tillstånd. Bland de kognitiva funktionsnedsättningarna återfinns mental trötthet, språkstörningar (afasi, dysfasi), händighetsstörningar (apraxi), igenkänningsstörningar (agnosi), minnesstörningar (amnesi, dysmnesi), försämrad förmåga till abstrakt tänkande, personlighetsförändringar, initiativlöshet, abnorm trötthet, för att nämna de vanligaste. Om flera kognitiva störningar finns samtidigt på ett visst vis kan man kalla det demens. Man räknar med att omkring en fjärdedel av alla som drabbats av stroke har demens efter några månader till några år. Orsaken till detta diskuteras i forskarvärlden. 
Bland de psykiatriska tillstånden är de vanligaste depression, som är vanligare än hos andra som drabbats av lika allvarlig sjukdom någon annanstans, 40-50% kommer att efter en stroke uppleva en depression initialt. Senare kommer symptomen och utsattheten att mattas. Detta kan behandlas, och det är viktigt att så sker eftersom rehabiliteringen är sämre hos en deprimerad. Ett annat tillstånd som är vanligt efter stroke är affektinkontinens (abnorm blödighet) som yttrar sig i att en liten känslorörelse hos den slagdrabbade leder till en ohämmad gråtattack. Man är helt medveten om detta och det orsakar att den berörde kan känna det pinsamt och isolera sig.   Många upplever efter en stroke en förlamande trötthet eller att mycket liten ansträngning kan räcka för att man ska bli helt utmattad. Detta kallas "hjärntrötthet" eller, "(mental) fatigue". Många upplever fatigue tillsammans med depression och kognitiva problem som sina största besvär efter stroke. Anhöriga, å andra sidan, anger ofta även apati och personlighetsförändring som de största problemen.
Under det första halvåret bör man undvika alkohol och andra centralstimulerande medel eftersom sviterna av stroke då kan leda till regress. Man kan också bli fråntagen sitt körkort till dess att stroken inte anses påverka ens förmåga att köra bil.

## Rehabilitering
Strokerehabilitering organiseras med stroke-team. Ett stroke-team består vanligtvis av läkare, psykolog, kurator, sjukgymnast, arbetsterapeut och logoped. De skräddarsyr rehabiliteringen tillsammans med patient, anhöriga och övrig vårdpersonal. Det är viktigt att patienten har kontakt med friska anhöriga och andra för en bättre läkningsprocess.
Efter stroke är det bevisat bästa alternativet att komma hem snabbt från sjukhus och då få fortsatt samordnad rehabilitering i hemmet av samma team av vårdpersonal, med olika yrkesinriktning. Då klarar fler sina vardagliga behov utan hjälp, och även överlevnaden förbättras. Detta har SBU:s sammanställning av all forskning på området visat. År 2015 var det bara på enstaka håll i landet som sjukhusen erbjöd sådan tidig rehabilitering i hemmet, med hjälp av ett och samma vårdteam.

## Benämning
Det svenska uttrycket "slaganfall" rekommenderades tidigare av Svenska Läkaresällskapets språkvårdsnämnd. Fördelen med denna benämning är att det är ett svenskt ord. Det engelska ordet "stroke" ansågs passa dåligt in i svenskt språkbruk bland annat på grund av dess likhet med ordet "stråke". Nackdelar med ordet "slaganfall" är att det associeras med andra saker, till exempel värmeslag och yttre våld. Den största patientföreningen heter Stroke-förbundet, vilket indikerar den glidning som skett på senare år till fördel för benämningen stroke.